# Astragalus lanatus
Astragalus lanatus är en ärtväxtart som beskrevs av Jacques-Julien Houtou de La Billardière. Astragalus lanatus ingår i släktet vedlar, och familjen ärtväxter. Inga underarter finns listade i Catalogue of Life.